# NGC 6469
NGC 6469 (również OCL 21 lub ESO 589-SC18) – gromada otwarta znajdująca się w gwiazdozbiorze Strzelca. Odkrył ją John Herschel 27 czerwca 1837 roku. Jest położona w odległości ok. 3,6 tys. lat świetlnych od Słońca.